# Oxymerus chevrolatii
Oxymerus chevrolatii är en skalbaggsart som beskrevs av Dupont 1838. Oxymerus chevrolatii ingår i släktet Oxymerus och familjen långhorningar.
Artens utbredningsområde är:
- Paraguay.
- Uruguay.

Inga underarter finns listade i Catalogue of Life.